# Ophisma insignita
Ophisma insignita är en fjärilsart som beskrevs av Embrik Strand 1914. Ophisma insignita ingår i släktet Ophisma och familjen nattflyn. Inga underarter finns listade i Catalogue of Life.